# Bill Peet
Bill Peet (29. ledna 1915 Grandview, Indiana, USA – 11. května 2002 Studio City, Kalifornie, USA) byl americký ilustrátor, scenárista a animátor Walt Disney Animation Studios.
K Disneymu nastoupil v roce 1937 a stihl ještě závěrečné práce na Sněhurce. Postupem času dostával více práce a ve studiu setrval až do přípravy Knihy džunglí (1967), kdy ho umělecké spory s Waltem Disneym přiměly k odchodu. Poté se věnoval psaní a ilustrování dětských knih.